# Dolmen

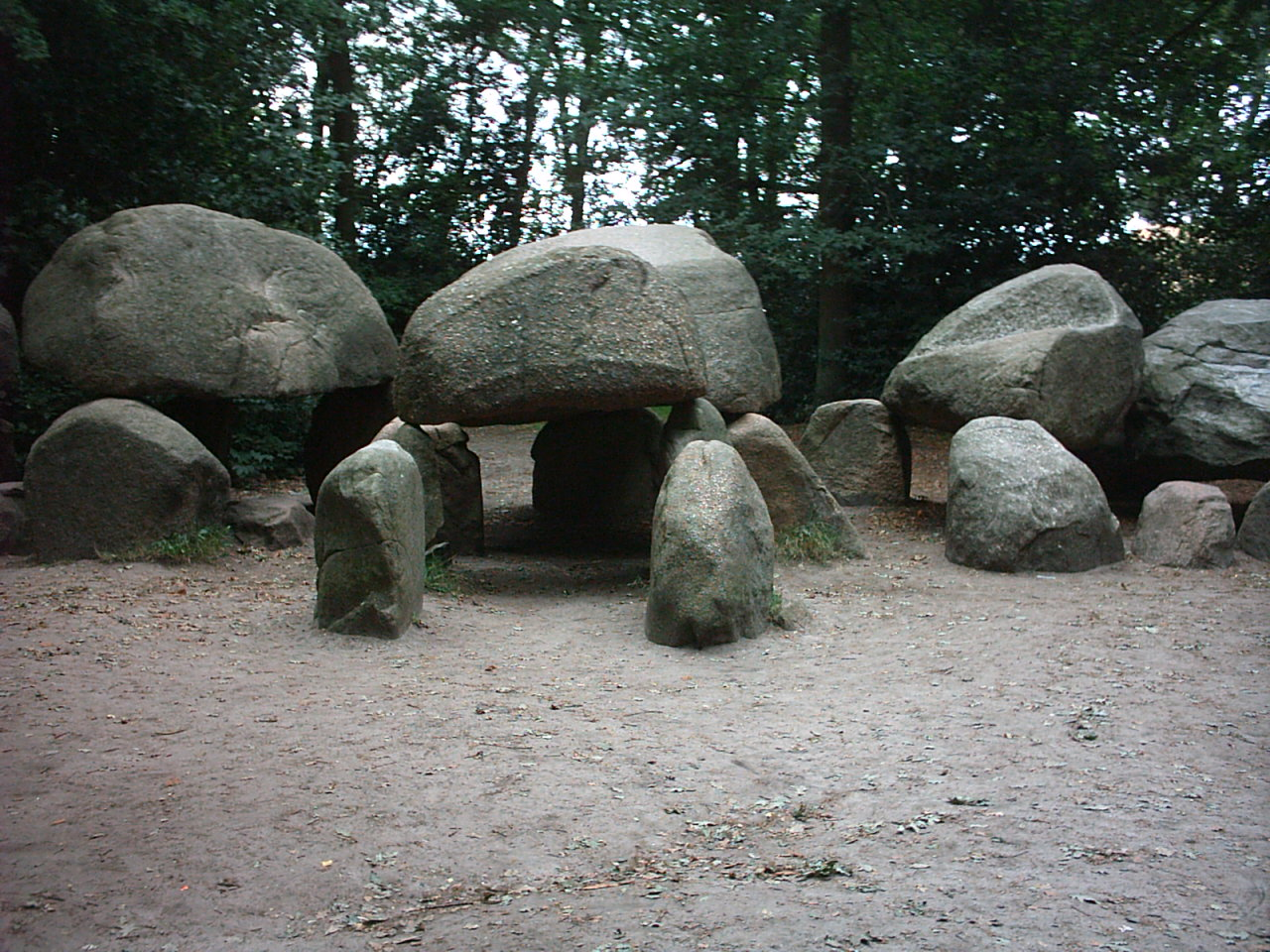
Dolmen w Borger w Holandii

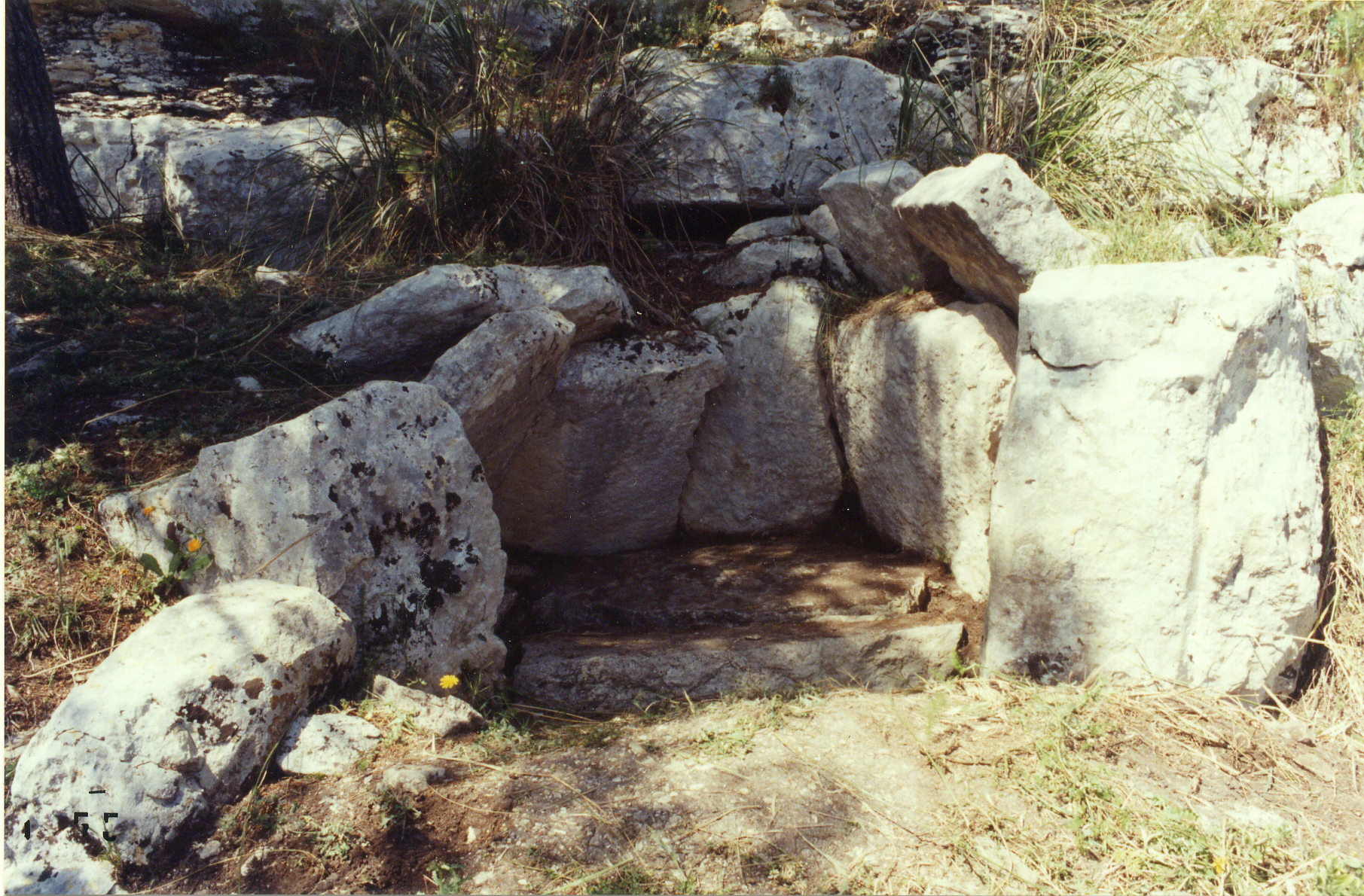
Dolmen w Cava dei Servi, Sycylia.

Dolmen – prehistoryczna budowla megalityczna o charakterze grobowca. Składała się z głazów wkopanych pionowo w ziemię i wielkiego płaskiego bloku skalnego, który był na nich ułożony. Pierwotnie dolmen był przysypywany ziemią. Budowle te są charakterystyczne dla neolitu europejskiego.
Słowo jest pochodzenia celtyckiego (daul – tablica/stół, maen – kamień), chociaż to nie Celtowie je zbudowali. Istniały one na wiele wieków przed przybyciem Celtów. Choć dolmeny są charakterystyczne dla Europy (Bretania, Irlandia), ich odmiany można spotkać również w Japonii (dolmen kryty kurhanem) i na północy Afryki.